# Jiří Janeček (politik)
Jiří Janeček (* 29. prosince 1973) je český politik, v letech 2008–2010 poslanec Parlamentu ČR za hlavní město Praha, bývalý radní tohoto města pro sociální oblast. Aktuálně[kdy?] je majitelem pivovaru Malý Janek v Jincích. Na přelomu let 2020 a 2021 se podílel na iniciativě Chcípl PES a protestech proti vládním opatřením v souvislosti s pandemií covidu-19. V médiích kritizuje podporu vlády Petra Fialy pro Ukrajinu, nazývá ji „užitečným idiotem USA“ a hájí ruského prezidenta Vladimíra Putina.

## Vzdělání, profese a rodina
Od osmnácti let podniká. V letech 1993–2003 působil jako jednatel a společník ve firmě J+J spol. s r.o., mezi lety 1999–2004 ve stejných pozicích ve společnosti J+J školní jídelny spol. s r.o. a v období 2001–2005 ve firmě EUROGURMAN, s.r.o. V roce 2010 dálkově studoval vysokou školu.
V roce 2009 se účastnil rallye Dakar, kterou dokončil s právníkem Viktorem Chytkou na 51. místě.
Roku 2019 se dostal do dluhů a dcerám zastavil byty.

## Politická kariéra
V roce 2002 vstoupil do ODS. Předtím byl členem Mladých sociálních demokratů. Od roku 2004 působil jako předseda OS ODS Praha 11 a od roku 2005 také jako místopředseda ODS v Praze.
V komunálních volbách v roce 2006 byl zvolen do zastupitelstva hlavního města Prahy za ODS. Profesně se uváděl jako ředitel společnosti. V zastupitelstvu a Radě hlavního města Prahy zasedal od roku 2006 do roku 2010. V komunálních volbách v roce 2006 a opětovně v komunálních volbách v roce 2010 byl zvolen do zastupitelstva městské části Praha 11.
25. října 2008 se stal členem dolní komory českého parlamentu jako náhradník poté, co rezignoval poslanec Tomáš Kladívko (byl totiž zvolen do Senátu). Ve sněmovně se angažoval ve výborech pro obranu a pro bezpečnost. Ve volbách do Poslanecké sněmovny v roce 2010 svůj mandát, přestože kandidoval na volitelném 5. místě, neobhájil.
V roce 2012 média informovala, že Jiří Janeček vymáhá dva miliony Kč po podnikatelce Evě Krejčí. Měl jí peníze půjčit o dva roky dříve. Jenže u soudu se zjistilo, že Janeček porušil zákon (peníze předal v hotovosti, na půjčku si sám půjčil od poslance České strany sociálně demokratické Miroslava Svobody a půjčku neuvedl v majetkovém přiznání). Podnikatelka v době půjčky (a v době, kdy byl Janeček pražským radním) dostala od hlavního města Prahy zakázku. Janeček na kauzu reagoval následovně: „Mám doma sám dítě s těžkou srdeční vadou a syn mé sestry je nevidomý. Celý svůj poslanecký plat jsem tehdy věnoval na charitu, udělal jsem, co jsem považoval za správné. Jak je vidět, příště budu více přemýšlet.“
V srpnu 2013 vystoupil z ODS z toho důvodu, že stranu podle něj ovládá jen úzká skupina lidí a strana je nereformovatelná.
Na začátku roku 2014 založil Občanskou konzervativní stranu (O.K. strana), která vychází z tzv. „Pravé frakce“ ODS. Pravou frakci založil v únoru 2013 ještě jako součást ODS. V únoru 2014 se stal předsedou Občanské konzervativní strany.
V roce 2014 byl také obviněn ze zneužití pravomoci úřední osoby a pro porušení povinností při správě cizího majetku, kterého se měl dopustit jako zastupitel Městské části Praha 11 v letech 2010–2011.
V březnu 2022 po napadení Ukrajiny Ruskem pomáhal odvážet ukrajinské uprchlíky z hranice do Česka, peníze na pomoc Ukrajincům však byly vybírány netrasparentně a hnutí PES tak byla udělena pokuta.
V komunálních volbách v roce 2014 kandidoval za O.K. stranu do Zastupitelstva Hlavního města Prahy. Vzhledem k tomu, že kandidátku O.K. strany vedl, byl i jejím kandidátem na post pražského primátora. Zároveň kandidoval i do Zastupitelstva Městské části Praha 11. Ani v jednom případě však neuspěl.
V březnu 2021 se stal 1. místopředsedou nově založeného Hnutí PES.
Ve volbách do Evropského parlamentu v červnu 2024 kandidoval jako člen hnutí PES za DSSS na 8. místě kandidátky uskupení „ALIANCE ZA NEZÁVISLOST ČR – proti přijetí eura!“ (tj. strana Bezpečné ulice (BEZ-UL), strana Národní demokracie (ND), hnutí Aliance národních sil (ANS), strana Rozumní, Dělnická strana sociální spravedlnosti (DSSS) a hnutí Čistý kraj (ČiKR)). Uskupení však získalo pouze 0,50 % hlasů a zvolen tak nebyl.
Ve volbách do Poslanecké sněmovny PČR v roce 2025 je lídrem hnutí Přísaha v Moravskoslezském kraji.